# Schedl GP Racing
Südmetal Schedl GP Racing war ein Motorradsport-Team aus Deutschland, welches von Peter Öttl geleitet wurde. Es trat von 2015 bis 2018 in der Moto3-Klasse der Motorrad-Weltmeisterschaft mit KTM-Basis an. Öttls Sohn Philipp war der einzige Stammfahrer des Teams, allerdings wurde er einmal verletzungsbedingt durch den späteren Weltmeister Lorenzo Dalla Porta vertreten.

## Geschichte
Für die Motorrad-Weltmeisterschaft 2015 gründete Peter Öttl für seinen Sohn Philipp Öttl ein eigenes Team, nachdem dessen altes Team Interwetten Paddock Grand Prix sich aus dem Grand Prix-Sport zurückgezogen hatte. Die Saison verlief zufriedenstellend, Öttl wurde Dritter beim Großen Preis von Indianapolis und erreichte mit 73 Punkten den 15. Platz der Meisterschaft.
2016 kam Öttl bei keinem Rennen unter die ersten Drei, dennoch verbesserte er sich auf den zwölften Rang mit 85 Punkten. Allerdings hatte er wegen einer Verletzung, die er sich beim Großen Preis von Frankreich zugezogen hatte, den darauffolgenden Großen Preis von Italien auslassen müssen. Bei diesem Rennen wurde er durch Lorenzo Dalla Porta vertreten, der 15. wurde als einziger Fahrer außer Öttl, welcher je für das Team fuhr.
2017 wurde Öttl Zweiter beim Großen Preis von Österreich und schließlich WM-Zehnter mit 105 Punkten. Damit war er einer der besten KTM-Piloten.
2018 gelang der Mannschaft der Höhepunkt, als Öttl beim Großen Preis von Spanien nach einer harten letzten Runde gegen Marco Bezzecchi seinen ersten Sieg einfahren konnte. Dennoch wurde diese Saison die schlechteste für Schedl GP Racing; Öttl wurde lediglich 16. mit 58 Punkten.
Für 2019 war zunächst ein Moto2-Aufstieg geplant gewesen, Philipp jedoch ging seinen eigenen Weg und unterschrieb für das Tech-3-Team, während Peter Öttl nach einem neuen Moto3-Fahrer suchen musste. Man einigte sich auf ein Joint Venture mit Max Biaggi, woraus das Max Racing Team entstand.

## Statistik

### Team-WM-Ergebnisse (ab 2018)
- 2018 – 13.

### Grand-Prix-Siege
| Saison | Rennen  |
| ------ | ------- |
| 2018   | Spanien |